# 灰衣忏悔者小堂

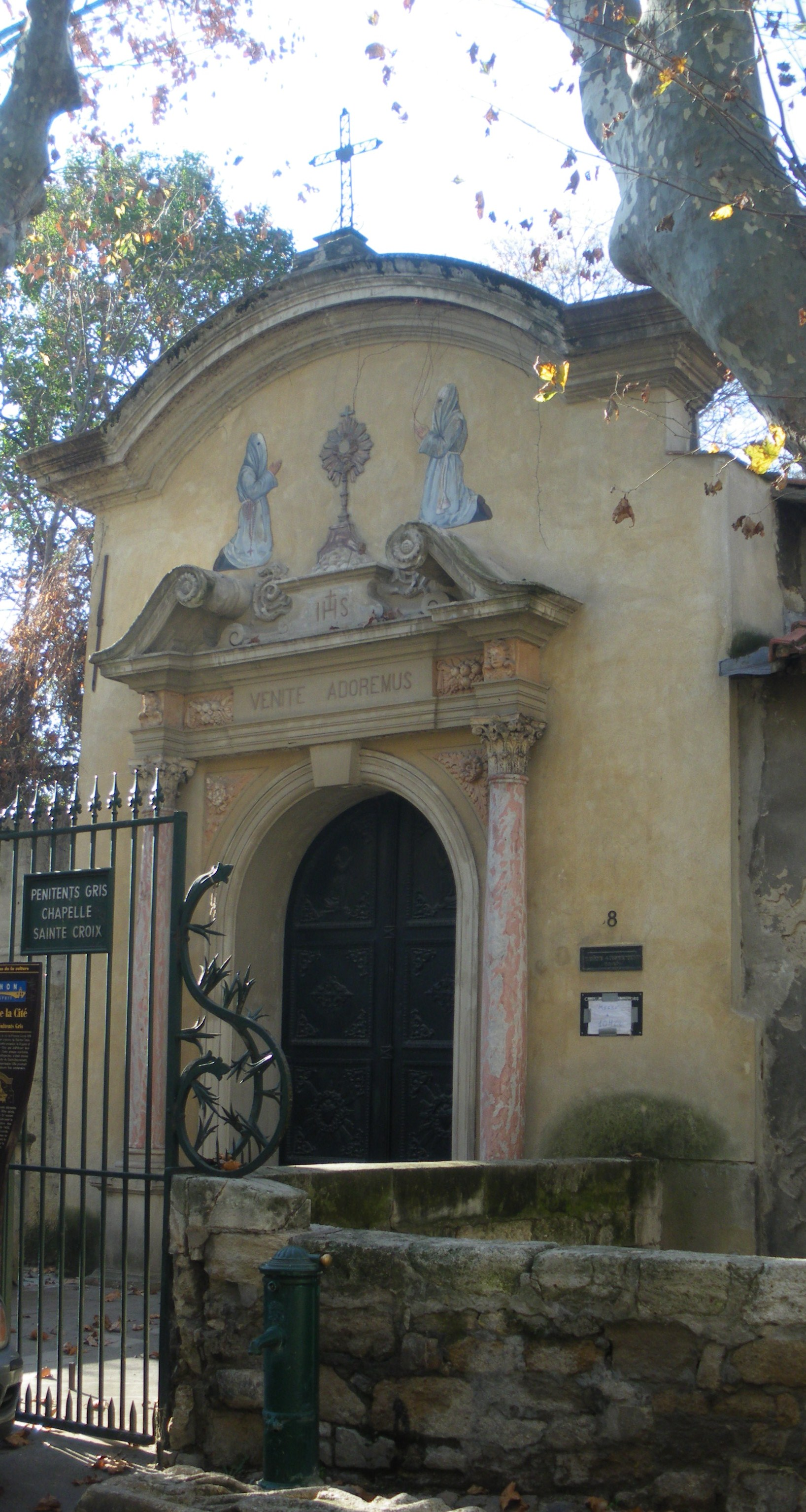
灰衣忏悔者小堂

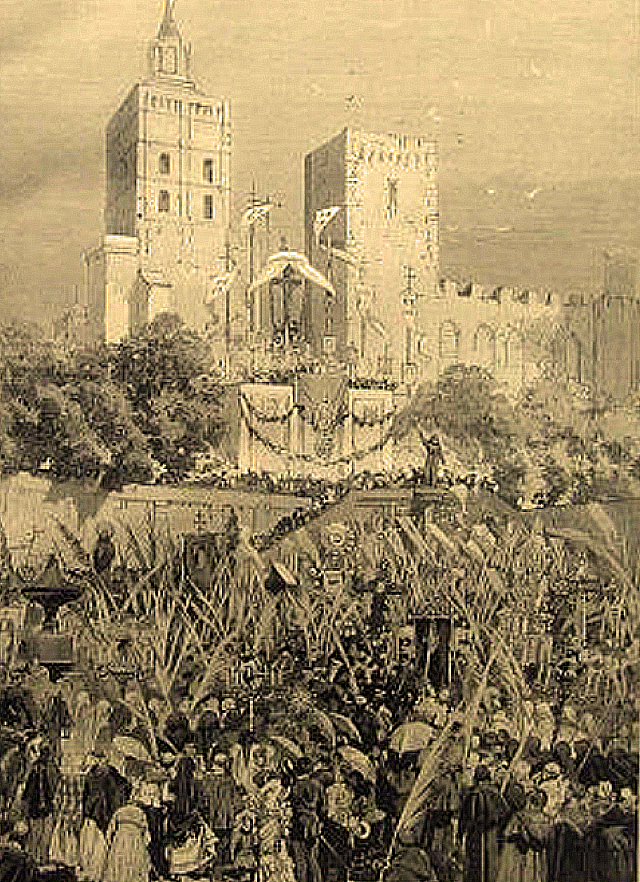
1876年的灰衣忏悔者游行

阿维尼翁的灰衣忏悔者小堂（Chapelle des Pénitents Gris）据说是由法国国王路易八世创立于1226年9月14日。在阿维尼翁之围末期，在索格河河岸不断有赎罪游行，赤着脚，裹着袋子，跪在圣十字小堂。 实际上更可能是法国国王呼吁阿维尼翁主教伯多禄三世采取的行动，教友们跟着他，赤着脚，裹着袋子，作为赎罪的标志。他们被称为“灰衣忏悔者。”。
可以肯定的是，此修会中出过一位教宗。1475年，西斯都四世将他的侄子，阿维尼翁主教朱利安诺·德拉·罗韦雷升为总主教，即未来的儒略二世。他住在阿维尼翁，并加入了灰衣忏悔者。
灰衣忏悔者是阿维尼翁一系列忏悔者中最早的一个。随后有1488年由佛罗伦萨贵族成立的“黑衣忏悔者”（Pénitents Noirs），1527年成立的“白衣忏悔者”（Pénitents Blancs），以及1557年成立的“蓝衣忏悔者”（Pénitents Bleus）。到16世纪末，阿维尼翁教皇步兵上校庞培凯蒂林创立了“仁慈黑衣忏悔者”（Pénitents Noirs de la Miséricorde）。面对这样的热情，灰衣忏悔者在1590年扩建。这一运动还在继续，1622年又成立了“紫衣忏悔者”（Pénitents Violets），1700年成立了“红衣忏悔者”（Pénitents Rouges）。法国大革命结束了这种扩张，目前只有灰衣忏悔者还存在。 
现在的教堂通廊重建于1818年，原来的已经毁于法国大革命期间。 